# アシルCoA

アシルCoAの一般式

アシルCoA（Acyl-CoA、アシルコエー、アシルコエンザイムエー）は、脂肪酸の代謝に関わる補酵素である。補酵素Aが細胞内で長鎖脂肪酸のカルボキシル基側の末端に結合することにより一時的に生じる。この後、補酵素Aは長鎖脂肪酸から2個の炭素を外して脂肪酸から脱離してアセチルCoAとなり、クエン酸回路に取り込まれアデノシン三リン酸の生合成に使われる。

## 脂肪酸の活性化
β酸化では脂肪酸はアシルCoAシンテターゼ（EC 6.2.1.3）による酵素反応で2段階で活性化される。まず、脂肪酸のカルボン酸イオンがATPと置換することによりアシルアデニラートが形成され、次いで脂肪酸のカルボニル炭素にCoAが求核攻撃することによりAMPと置換しアシルCoAが生成される。中間体のアシルアデニラートは加水分解の大きな自由エネルギーを持ち、開裂したATPのリン酸無水結合の自由エネルギーを保存している。アシル基がCoAに置換する二段階目ではチオエステル結合の形成に自由エネルギーが保存される。このため、エネルギーの変動はほぼゼロとなる。
続いて起こるピロリン酸の加水分解（無機ピロホスファターゼ）は発エルゴン的であり、アシルCoAの形成を自発的・不可逆的なものとしている。